# George Mead

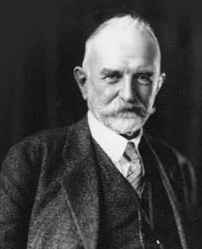
George Mead

George Herbert Mead (ur. 27 lutego 1863, zm. 26 kwietnia 1931) – amerykański filozof, socjolog i psycholog.

## Życiorys
Urodził się w rodzinie purytańskiej. Jego ojciec był duchownym kongregacjonalistą oraz profesorem homiletyki. W 1879 roku rozpoczął studia w Oberlin College (ukończył je w 1883). Po śmierci ojca, z powodu zubożenia rodziny, pracował przez pewien czas jako nauczyciel, a następnie jako mierniczy w przedsiębiorstwie budującym linie kolejowe. W latach 1894–1931 był profesorem uniwersytetu w Chicago.

## Koncepcje i publikacje
Był jednym z twórców pragmatyzmu, przede wszystkim pragmatyzmu społecznego. Stworzył koncepcję „interakcjonizmu symbolicznego”.
George Mead sformułował oryginalny program behawioryzmu społecznego, który bada procesy adaptacji organizmów, ujmując je jako proces komunikacji.
Organizm w relacji ze środowiskiem, inaczej niż to ma miejsce w behawioryzmie, nie pozostaje bierny. Organizmy dokonują selekcji tego co istnieje dla nich jako bodziec. Od zasady tej selekcji zależeć będzie ich sukces adaptacyjny. Środowisko staje się projekcją form żyjących, co w żadnym wypadku nie oznacza, że wobec środowiska możliwa jest postawa anything goes (np. będąc zajęczycą ze względu na szanse adaptacyjne lepiej rozróżniać pomiędzy niedźwiedziem a zającem!).
Mead stwierdza, że w procesie życiowym wyodrębniły się ze względu na sprawności i narzędzia adaptacyjne dwa typy organizmów: organizmy zwierzęce i organizmy ludzkie. Kryterium podziału dotyczy narzędzi, służących adaptacji do środowiska. Organizmy zwierzęce posiadają możliwość reagowania na procesy zachodzące w środowisku za pomocą gestów. Zwierzęta reagują na gesty innych zwierząt dostosowując swe działanie tak, aby zwiększyć swe szanse adaptacyjne. Zachowania zwierząt są procesem komunikacji – konwersacją za pomocą gestów (zob. komunikacja niewerbalna). Ludzie także posługują się gestem, ale uzyskali ponadto sprawność posługiwania się gestem znaczącym i samoodniesieniem. Gest znaczący tym różni się od gestu, że ma tę samą wartość zarówno dla jednostki, jak i dla innego człowieka. Samoodniesienie pozwala na refleksyjne zwrócenie się ku symbolom, które reprezentują przedmioty, osoby, stany i przebiegi działań. Refleksja umożliwia odniesienie do przyszłości jako przestrzeni możliwości, gdzie zdarzyć się mogą nierówno prawdopodobne wydarzenia. Inteligencja i myślenie związane jest z procesami selekcji – co wybrać aby działać skutecznie? Komunikacja za pomocą symboli (język) i możliwość samoodniesienia stanowią usprawnienie adaptacyjne związane z możliwością rozdzielenia bodźca i reakcji (zwierzę reaguje bezpośrednio). Sprawności te umożliwiają przewidywanie działań innych i planowanie swoich posunięć. Proces komunikacji nie jest przez Meada rozumiany jako transfer pomiędzy izolowanymi świadomościami. Znaczenie związane jest z cielesnością organizmu i procesami w jakich uczestniczy.
Możliwość samoodniesienia wiąże się z istnieniem umysłu i osobowości. Nie istnieją one jednak w oderwaniu od komunikacji. Są wytworem procesów interakcji i reprodukują się w ich ramach. Możliwość komunikacji za pomocą symboli zakłada istnienie uogólnionego innego, do którego odnoszone są sensy. Istnienie uogólnionego innego jest warunkiem możliwości samoodniesienia – traktowania samego siebie jako przedmiotu. Refleksyjny organizm ma dostęp do swoich zasobów (symboli i obrazów możliwych reakcji) jako zasobów typowych, właściwych dla wszystkich uczestników procesów interakcji. Mead wskazuje, że osobowość dzieli się na „ja przedmiotowe” – związane z wykształceniem się odniesienia do uogólnionego innego (element standaryzujący komunikację) i „ja podmiotowe” – stronę popędową, spontaniczną i umożliwiającą rozróżnienie pomiędzy jednostką a innymi ludźmi. Współdziałanie pomiędzy aktorami społecznymi możliwe jest dzięki temu, że jednostki – byty tego samego rzędu – są wyposażone w tę samą strukturę regulowania interakcji: osobowość (ja przedmiotowe i ja podmiotowe). Rozróżnienie na „ja przedmiotowe” i „ja podmiotowe” wykształca się w toku procesów socjalizacji, szczególną rolę odgrywają tu zabawa (przyjmowanie ról) oraz gra (wykształcanie się orientacji na reguły, bezosobowy porządek).
Wizja społeczeństwa w teorii Meada oparta jest na użyciu symboli i wytwarzaniu reguł interakcji przez aktorów posiadających możliwość refleksyjnego odniesienia do siebie i świata.

## Koncepcja komunikacji symbolicznej George’a Meada
George Mead, podobnie jak przedstawiciele psychologii ewolucyjnej i eksperymentalnej (W. Wundt, S. Hall), uważał komunikację symboliczną za rozwinięcie zwierzęcych sposobów wyrażania emocji przy pomocy odgłosów, gestów i grymasów, niemniej w odróżnieniu od psychologów ewolucyjnych nie przenosił zagadnienia genezy zjawiska komunikacji symbolicznej na jego funkcję. Mead sądził, że komunikacja zachodząca wśród ludzi pełni znacznie poważniejszą rolę niż wyrażanie emocji u zwierząt. Umiejętność wyrażania emocji w królestwie przyrody wspomaga bowiem naturalne dla danego gatunku zachowania dostosowawcze, w świecie kultury zaś komunikacja symboliczna kreuje ludzką „naturę”, ludzką psychikę. Podstawą komunikacji jest diada: nadawca informacji symbolicznej oraz jej odbiorca, a ich interakcja wyraża się potrójnym działaniem:
- (1) przepływ informacji od „nadawcy” do „odbiorcy”,
- (2) interpretacja informacji i działanie będące jej efektem,
- (3) potwierdzenie bądź zanegowanie interpretacji jakiej dokonał odbiorca, reakcja nadawcy będąca nową informacją.

Powyższy układ jest podobny do tego jakim posługuje się behawioryzm dla wyjaśniania działań ludzi i zwierząt:
- (1) ze „środowiska” do organizmu dociera bodziec,
- (2) bodziec zostaje zinterpretowany i wywołuje reakcję - działanie,
- (3) działanie powoduje skutki stające się nowym bodźcem.

Zarówno „naturalny” bodziec, jak i znak również wywołują reakcję, która jest wyuczona w procesie socjalizacji. Żyjąc w społeczeństwie jesteśmy nagradzani za odpowiednie reakcje na komunikaty i karani za brak tej reakcji lub reakcję nieodpowiednią. Podobieństwa psychologii społecznej Meada do behawioryzmu spowodowały nazwanie jej „behawioryzmem społecznym”. Tę dziedzinę wiedzy jej twórca zdefiniował jako badanie działań jednostki w ramach procesów społecznych, których jednostka jest częścią. Działania (acts) jednostki są w tym ujęciu wytłumaczalne jedynie jako przejaw procesów społecznych. Mead odrzuca natomiast psychologię społeczną, w której przedstawia się zjawiska społeczne jako sumę działań jednostkowych.
Jego wykłady zostały spisane przez jego uczniów i wydane w dwóch tomach: Mind, Self and Society (1934) oraz Philosophy of the Act (1938).

## Opracowania
- Tadeusz Gadacz: Historia Filozofii XX wieku. Nurty. Tom 1. Kraków: Wydawnictwo Znak, 2009
- Wiktor Werner, Iwona Werner, Od duszy do świadomości, od jednostki do społeczeństwa. Szkice z historii intelektualnej, Instytut Historii UAM, Poznań 2008

## Tłumaczenia prac na j. polski
- Umysł, osobowość i społeczeństwo, przeł. Zofia Wolińska ; wstępem opatrzyła Antonina Kłoskowska, Warszawa 1975, Państwowe Wydawnictwo Naukowe, s. 532, seria Biblioteka Socjologiczna (Mind, Self and Society 1934)